# Veselets
Veselets (bulgariska: Веселец) är ett distrikt i Bulgarien.   Det ligger i kommunen Obsjtina Zavet och regionen Razgrad, i den nordöstra delen av landet, 300 km öster om huvudstaden Sofia.
Omgivningarna runt Veselets är en mosaik av jordbruksmark och naturlig växtlighet. Runt Veselets är det ganska tätbefolkat, med 65 invånare per kvadratkilometer.